# Paul Atreides
Paul Orestes Atreides (10176-10219 NG (Na Gilde)) is een personage in het Duin Universum, dat door Frank Herbert gecreëerd is. Hij is het belangrijkste personage in de eerste drie delen van Herberts sciencefictionserie Duin. Hij heeft onder de Vrijmans de namen Paul Muad'Dib en Usul aangenomen.

## Duin
Paul Atreides is de zoon van hertog Leto Atreides I en vrouwe Jessica. Zodoende is hij de erfgenaam van het Huis Atreides, een aristocratische familie die over de planeet Caladan regeert en de beschikking heeft over nucleaire wapens. Jessica is een Bene Gesserit en een belangrijke schakel in het menselijke fokprogramma van de Bene Gesserit. Volgens dit programma moeten Leto en Jessica een dochter krijgen. Dit meisje zou later een zoon moeten verwekken met Feyd-Rautha, een neef van Baron Harkonnen. Deze zoon zal de langverwachte Kwisatz Haderach zijn, een mens met buitengewone gaven, waaronder kennis van de toekomst. Omdat Jessica echter verliefd wordt op Leto, zorgt ze ervoor dat ze een zoon van hem krijgt.
Hoewel Paul een jongen is, krijgt hij van zijn moeder een gedegen Bene-Gesserittraining, die normaal gesproken alleen gegeven wordt aan streng geselecteerde meisjes. Door deze training krijgt Paul onder andere een grote controle over zijn stofwisseling, versterkte zintuigen en kennis van vechtsporten. Ook wordt hij getraind in wapens en vechtsporten door de wapenmeesters Gurney Halleck en Duncan Idaho en wordt hij opgeleid tot Mentat door Thufir Hawat, de Mentat van het Huis Atreides.
Wanneer Paul vijftien jaar oud is wordt zijn familie gedwongen Caladan te verlaten en de woestijnplaneet Arrakis, ook bekend als Duin, te besturen. Ze vermoeden dat het een val is, maar hebben geen keuze. Hun invloed op Arrakis biedt ook kansen, omdat de planeet de enige bron is van de zeer kostbare en populaire geriatrische specie, en het Huis Atreides zou op Duin machtiger kunnen worden. Op Duin wordt de familie verraden door de Sukdokter Wellington Yueh, die de beschermingsschilden uitschakelt en de Keizerlijke Sardaukartroepen in Harkonnenuniform binnenlaat. De soldaten nemen hertog Leto en Thufir Hawat gevangen en doden het grootste deel van het Atreidesleger. Duncan Idaho offert zichzelf op om Jessica en Paul te beschermen. Wanneer Leto bij baron Harkonnen gebracht is, bijt hij een valse tand kapot, zodat er een giftig gas vrijkomt. Leto slaagt erin de Mentat Piter De Vries en zichzelf te doden, maar de baron ontsnapt aan de dood. De tand was aangebracht door Wellington Yueh, die wraak wilde nemen op de baron, die zijn vrouw had gedood. Nu Piter dood is, wordt Thufir Hawat door de baron in dienst genomen als nieuwe Mentat. Paul en Jessica vluchten in de woestijn met hulp van dokter Yueh.
Ze komen terecht bij de Vrijmans, die in Paul hun Lisan al-Gaib zien, de Mahdi, een profeet die ervoor zal zorgen dat Duin een groene en vruchtbare planeet wordt. Paul en Jessica worden opgenomen in de Sietch Tabr, een nederzetting die geleid wordt door naib Stilgar. Paul krijgt bij de Vrijmans geheime de Sietchnaam Usul en de publieke naam Paul Muad'Dib. De vreemdelingen leren de Vrijmans de strijdkunsten van de Bene Gesserit en vormen de Vrijmans, die al geduchte tegenstanders waren, om tot een leger dat beter is dan de in het hele Keizerrijk geduchte Sardaukar. De Vrijmans belagen voortdurend de Harkonnen, de nieuwe bestuurders van de planeet. Paul neemt Chani, de dochter van Liet Kynes als partner en de twee krijgen een zoon, die ze Leto noemen. Na enige tijd ontmoet Paul Gurney Halleck, die dood gewaand was, maar opgenomen werd door smokkelaars toen de Atreides verslagen waren.
Tijdens de jaren in de woestijn ondergaat Paul Muad'Dib het proces van specie-agonie door de consumptie van een heel klein beetje Levenswater. De Eerwaarde Moeders van de Bene Gesserit kunnen het dodelijke Levenswater door de controle over hun stofwisseling omzetten en krijgen hierdoor inzicht in de herinneringen van hun vrouwelijke voorouders. Paul wil weten of hij de Kwisatz Haderach is, maar hij overleeft de specie-agonie ternauwernood. Maar dit bewijst dat hij inderdaad de Kwisatz Haderach is. Nu heeft hij toegang tot de herinneringen van al zijn voorouders, mannelijk en vrouwelijk.
Na drie jaar in de woestijn is Paul Muad'Dib erkend als leider van alle Vrijmans en leidt hij het leger in een aanval op de Harkonnen en Sardaukar. De Vrijmans rijden op zandwormen naar de vijandelijke troepen en verslaan ze. Bij deze strijd wordt Pauls zoontje Leto gedood. Paul vraagt een audiëntie aan bij Keizer Shaddam IV en bedreigt hem met de vernietiging van al het specie op Duin. Omdat specie noodzakelijk is voor het transport tussen planeten, is het onontbeerlijk voor de samenleving en dus voor het Keizerrijk. Paul eist een huwelijk met Shaddams dochter Irulan en de abdicatie van Shaddam. Shaddam wordt gedwongen door het Ruimtegilde om de vernietiging van het specie te voorkomen en moet dus de eisen inwilligen. Hierdoor wordt Paul de Keizer van het bekende universum.

## Duin Messias
In Duin Messias is Paul twaalf jaar Keizer geweest. Zijn jihad heeft 60 miljard slachtoffers veroorzaakt in het hele bekende universum, maar zijn helderziendheid heeft hem ervan overtuigd dat deze loop van de geschiedenis de beste is van alle mogelijke ontwikkelingen. Paul wordt gedreven door een behoefte om de mensheid te leiden op een pad dat niet leidt tot stagnatie en verwoesting, terwijl hij tegelijkertijd het Keizerrijk en de religie die zich om hem vormt moet besturen.
Er is een complot waarin een Vrijman een aanslag pleegt op Paul met een steenbrander. De aanslag mislukt, hoewel het wapen Pauls ogen vernietigt. Technisch is hij nu blind, maar door zijn helderziendheid kan hij toch 'zien'. Hij ziet steeds een aantal visioenen van de onmiddellijke toekomst. Paul kiest dan een visioen uit, dat vervolgens bevestigd wordt door de werkelijkheid.
Een ander complot van de Bene Gesserit en het Ruimtegilde gebruikt een ghola (een kloon) van Pauls vriend en leraar Duncan Idaho. Dit complots mislukt ook, maar de opdracht wekt de oorspronkelijke herinneringen van Duncan Idaho op.
Chani blijft na de dood van Leto jarenlang kinderloos door vruchtbaarheidsbeperkende middelen in haar eten, maar een Vrijmans dieet zorgt ervoor dat ze alsnog zwanger wordt. Ze sterft bij de geboorte van een tweeling, de jongen Leto II en het meisje Ghanima (dit betekent oorlogsbuit). De tweeling wordt snel na de geboorte met een mes bedreigd door de Tleilaxu Scytale, die Paul aanbiedt een ghola te maken van Chani in ruil voor Pauls CHOAM-aandelen en zijn aftreden van de keizerlijke troon. Paul kan Scytale echter zien door de ogen van zijn zoon Leto en doodt hem. Direct daarna doet de dwerg Bijaz, een Tleilaxumeester, hetzelfde aanbod, maar Paul vraagt Duncan dan om Bijaz te doden.
De geboorte van de tweeling ontbreekt in Pauls visioenen, zodat er een einde komt aan de stap-voor-stap-toekomstvoorspellingen die Paul gebruikt. Daardoor wordt hij echt blind. Aan het einde van Duin Messias loopt Paul als blinde de woestijn in, zoals de oude Vrijmanwet eist van blinden, die immers een last zijn voor hun stam. Paul laat de zorg voor zijn kinderen over aan de Vrijmans, terwijl zijn zus Alia als regentes het heelal bestuurt.
Paul Atreides zag in zijn voorspellende visioenen dat de mensheid gedoemd was in de nabije toekomst uit te sterven. Paul zag een manier om dit te voorkomen, maar vond het nodige offer dat hij moest brengen te verschrikkelijk. Dit offer wordt echter later wel gebracht door zijn zoon Leto II, de God-Keizer.

## Kinderen van Duin
In Kinderen van Duin treedt een mysterieuze figuur uit de woestijn op als de Prediker en preekt onder de mensen van Arrakis. Er wordt gesuggereerd dat deze man Paul is, hetgeen wordt bevestigd wanneer hij langs Regentes Alia loopt en zegt: "Houd op met me nog een keer naar de achtergrond te laten verdwijnen, zus." Later wordt hij doodgestoken door een priester van Alia. Paul heeft zijn zoon Leto bij een ontmoeting in de woestijn gezegd dat hij hoopt dat zijn zoon gewoon zou genieten van het leven in plaats van de nodige stappen te nemen om de mensheid te redden van uitsterving, maar Leto neemt een andere beslissing. Hij is de hoofdpersoon van God-Keizer van Duin.

## Latere werken
Op het einde van het zesde boek in de serie, Duin Kapittel, is een ghola van Scytale schijnbaar de enige overlevende Tleilaxumeester. Zonder dat anderen het weten bezit hij echter een nullentropie-capsule met cellen die door de Tleilaxu gedurende millennia zijn verzameld en bewaard. Deze cellen omvatten die van Tleilaxumeesters, Gezichtsdansers (gewone en "volmaakte"), Paul Atreides, Chani, de originele Duncan Idaho en Atreidespersoneel zoals Thufir Hawat, Gurney Halleck, Stilgar en anderen.
In Jagers van Duin van Brian Herbert en Kevin J. Anderson is Scytale een gevangene op het nee-schip Ithaca, overgeleverd aan de genade van de laatste ghola van Duncan Idaho en de Bene Gesserit Sheeana. Scytale ruilt de cellen voor toestemming om een ghola van hemzelf te creëren. Duncan en de groep Bene Gesserit gebruiken de cellen om ghola's te creëren van Paul, Chani, Jessica en anderen. Ergens anders verkrijgt de Gezichtsdanser Krone Pauls DNA uit een religieuze relikwie op Caladan en creëert ook een ghola, die Paolo genoemd wordt. Deze ghola zal door Krone en Daniel en Marty gebruikt worden in hun plan voor de overname van het heelal.

## In bewerkingen
Paul werd gespeeld door Kyle MacLachlan in David Lynchs Dune uit 1984 en door Alec Newman in de miniserie Dune uit 2000 en het vervolg daarop, Children of Dune. In beide wordt Paul veel ouder en langer geportretteerd dan hij door Herbert beschreven wordt; in het begin van Duin is Paul 15 jaar oud en klein voor zijn leeftijd. Hij wordt gespeeld door Timothée Chalamet in de film Dune uit 2021 en Dune: Part Two (2024).